# Hydrocotyle bowlesioides
Hydrocotyle bowlesioides är en växtart i släktet Hydrocotyle och familjen araliaväxter. Den beskrevs av Mildred Esther Mathias och Lincoln Constance 1942.
Arten är en perenn ört som förekommer i Centralamerika samt i södra Brasilien, Paraguay och nordöstra Argentina. Den har med människans hjälp också spridit sig till södra USA.